# Боулдър Крийк (Калифорния)
Боулдър Крийк (на английски: Boulder Creek) е населено място в окръг Санта Круз, щата Калифорния, Съединените американски щати.
Има население от 4081 жители (2000) и обща площ от 11 км² (4,20 мили²), изцяло суша. В района на Боулдър Крийк се намира Щатският парк „Голям речен басейн на секвоите“ (Big Basin Redwoods State Park), който е най-старият щатски парк в Калифорния, създаден през 1902 г.